# Американские Виргинские Острова на зимних Олимпийских играх 2002
Американские Виргинские острова принимали участие в Зимних Олимпийских играх 2002 года в Солт-Лейк-Сити (США) в пятый раз за свою историю, но не завоевали ни одной медали. Сборную страны представляли 8 спортсменов.

## Результаты
| Экипаж | Спортсмены                 | Дисциплина | 1 Спуск | 1 Спуск | 2 Спуск | 2 Спуск | 3 Спуск | 3 Спуск | 4 Спуск | 4 Спуск | Общее   | Общее |
| Экипаж | Спортсмены                 | Дисциплина | Время   | Место   | Время   | Место   | Время   | Место   | Время   | Место   | Время   | Место |
| ------ | -------------------------- | ---------- | ------- | ------- | ------- | ------- | ------- | ------- | ------- | ------- | ------- | ----- |
| ISV-1  | Куинн Виллер Захари Золлер | Двойки     | 49.81   | 37      | 49.76   | 36      | 49.86   | 35      | 50.01   | 37      | 3:19.44 | 36    |

| Экипаж | Спортсмены                                       | Дисциплина | 1 Спуск | 1 Спуск | 2 Спуск | 2 Спуск | 3 Спуск | 3 Спуск | 4 Спуск | 4 Спуск | Общее | Общее |
| Экипаж | Спортсмены                                       | Дисциплина | Время   | Место   | Время   | Место   | Время   | Место   | Время   | Место   | Время | Место |
| ------ | ------------------------------------------------ | ---------- | ------- | ------- | ------- | ------- | ------- | ------- | ------- | ------- | ----- | ----- |
| ISV-1  | Кит Судзарски Пол Зар Кристиан Браун Майкл Савич | Четвёрки   | 51.36   | 33      | DNF     | -       | -       | -       | -       | -       | DNF   | -     |

### Санный спорт
Женщины
| Спортсменка   | 1 Спуск | 1 Спуск | 2 Спуск | 2 Спуск | 3 Спуск | 3 Спуск | 4 Спуск | 4 Спуск | Общее    | Общее |
| Спортсменка   | Время   | Место   | Время   | Место   | Время   | Место   | Время   | Место   | Время    | Место |
| ------------- | ------- | ------- | ------- | ------- | ------- | ------- | ------- | ------- | -------- | ----- |
| Анна Абернати | 44.491  | 24      | 44.740  | 28      | 44.619  | 26      | 44.579  | 26      | 2:58.429 | 26    |
| Дина Браун    | 45.603  | 28      | 44.585  | 27      | 44.857  | 27      | 44.700  | 27      | 2:59.745 | 28    |